# ヤークート・ムスタアスィミー

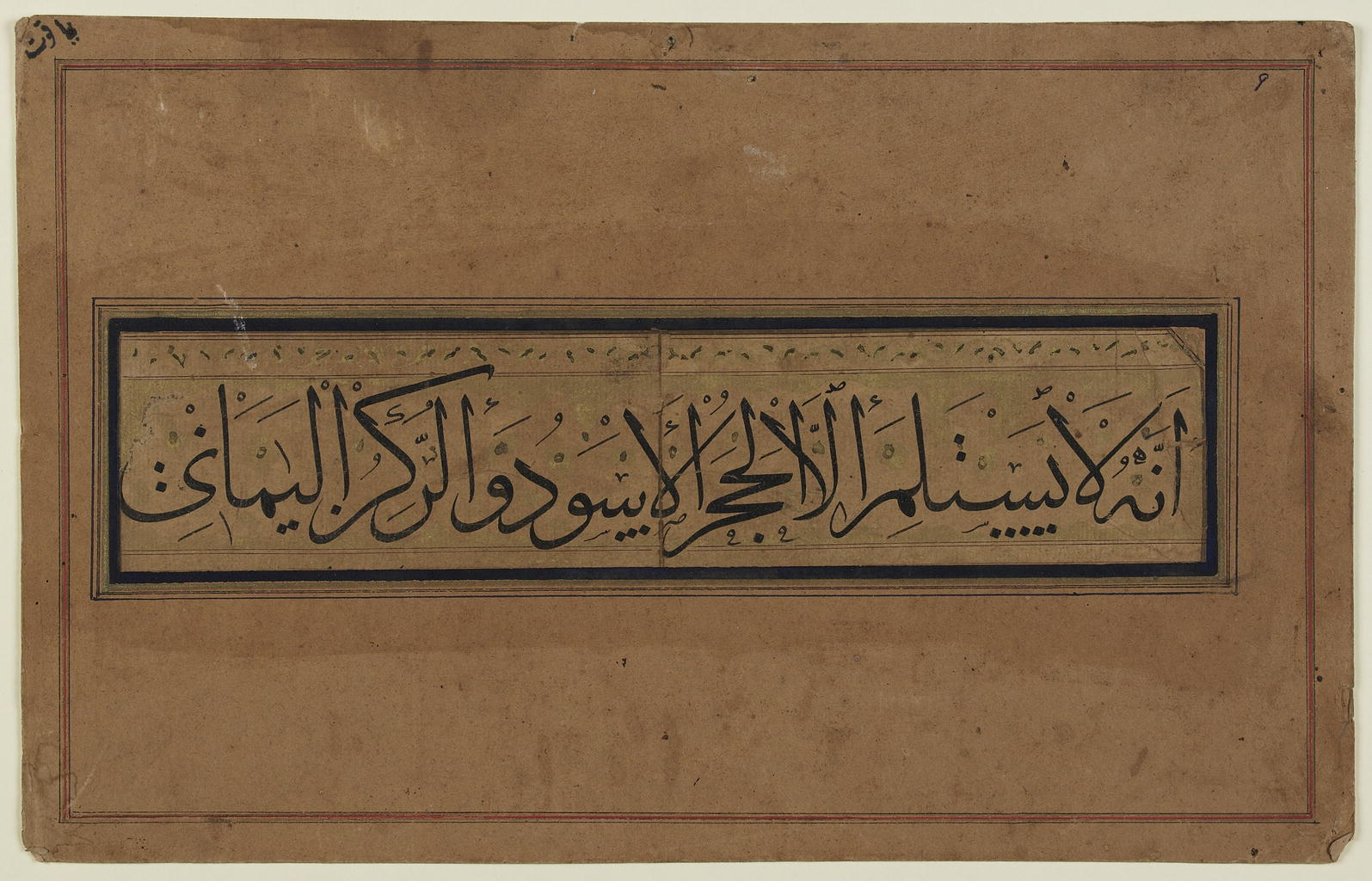
ヤークート・ムスタアスィミーの筆による書作品（13世紀、スルス体）

ヤークート・ムスタアスィミー（Yāqūt al-Mustaʿṣimī）は、中世イスラーム世界を代表する三筆の一人にその名が挙げられる能筆家（残る二人は、イブン・ムクラとイブン・バウワーブ）。13世紀前半に生まれ、西暦1298年（ヒジュラ暦697年）に亡くなった。生涯のほとんどをバグダードで過ごし、1258年に起きたモンゴル軍のバグダード入城を経験した。「ムスタアスィミー」のシュフラ（通り名、epithet）は、彼がアッバース朝最後のカリフ、ムスタアスィム・ビッラーヒの近習であったことに由来する。

## 出自

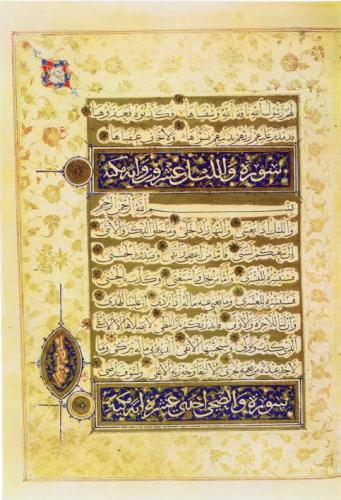
ヤークート・ムスタアスィミーの筆によるクルアーン。ヒジュラ暦681年/西暦1282年、バグダード

ムスタアスィミーの名前は、より詳しくは、ジャマールッディーン・アブル・マジュド・ヤークート・ブン・アブドゥッラー・ルーミー・ムスタアスィミー・タワーシー・バグダーディーという（جمال الدين أبو المجد ياقوت بن عبد الله الرومي المستعصمي الطواشي البغدادي）。『デフホダー百科事典』は、キブラトル・クッターブ（قِبْلَة الكُتّاب）とも呼んでいる。
ヤークート（ياقوت）という名前の文字通りの意味は「ルビーやサファイヤなどの宝石」であり、中世イスラーム世界においては奴隷の名前に宝石の名前が好んで用いられたため、ヤークート・ムスタアスィミーの身分は奴隷ないし解放奴隷であったと推定される。さらに言えば、父親の名前がアブドゥッラー・ルーミーとされているため、父親はビザンツ帝国領内に住む異教徒（キリスト教徒など）であったことが推測される。

## 生涯
『イスラーム百科事典』によると、一説では、ヤークートの父親は現在はトルコ共和国領アマスィヤのギリシャ系の人物であり、ヤークートはごく幼いころにバグダードに連れてこられ、宦官の近習としてアッバース朝最後のカリフ、ムスタアスィム・ビッラーヒ（在位、1242年 - 1258年）の宮廷に仕えたとされる。「ムスタアスィミー」というシュフラ（通り名）はこれに由来する。ムスタアスィミー、生涯のほとんどをバグダードで過ごし、宮廷では書記（カーティブ）としてカリフに仕えた。

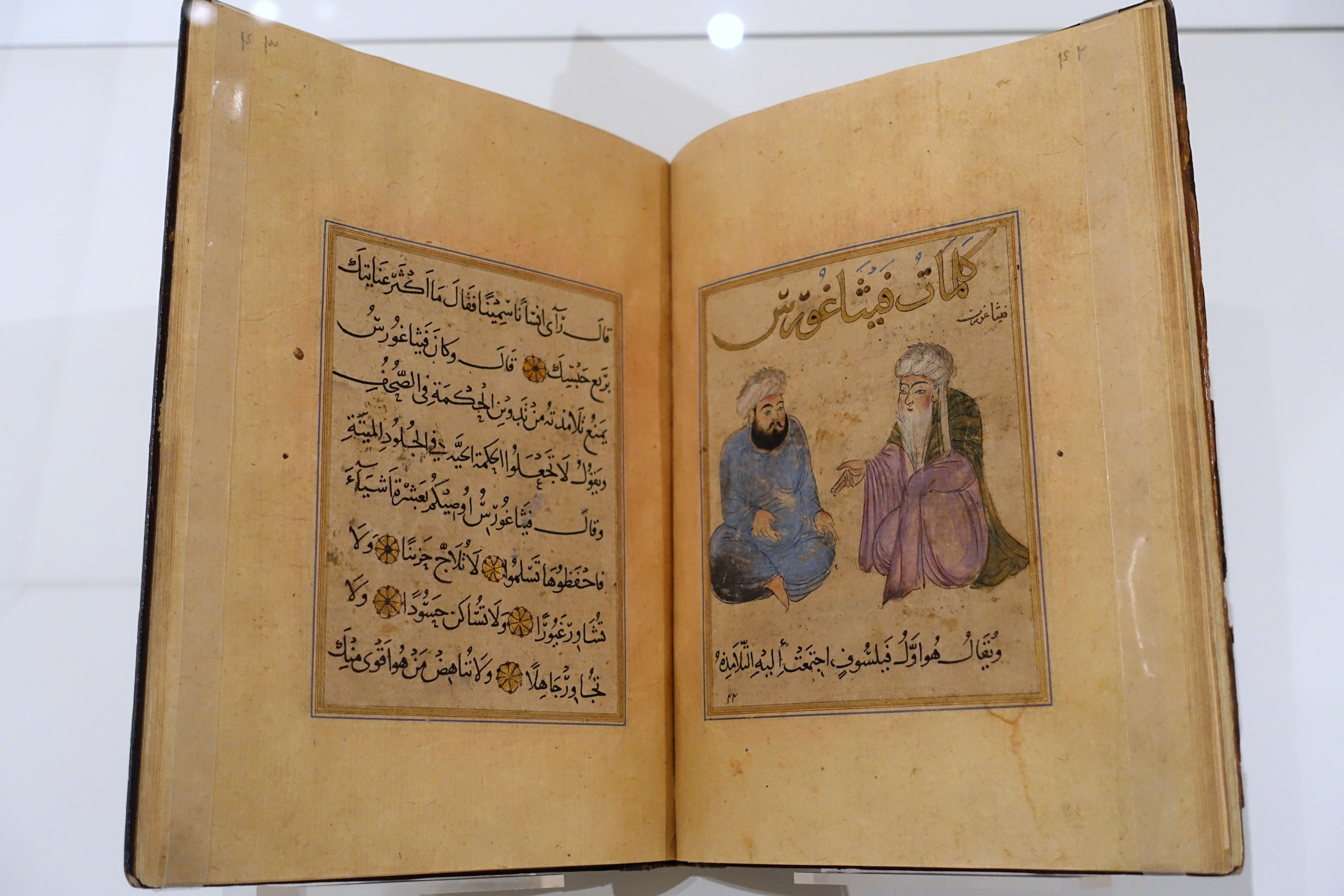
トロント、アーガー・ハーン美術館蔵「ピュタゴラスの教え」（13世紀後半、水彩、インク、金飾）、ヤークート・ムスタアスィミー筆、マフムード・ブン・アビー・マハスィン・カーシー画。

ムスタアスィミーは、アラビア文字によるカリグラフィーをイブン・バウワーブの弟子筋に当たるシュフダ・ビント・アフマド・ディーヌワリーに学んだとされるが、この女性は1178年に90歳を過ぎた年齢で世を去っているため直接は教わってはいない。ムスタアスィミーは、イブン・バウワーブの筆跡を完璧に真似ることができたと言われている。あるとき、ムスタアスィミーは自分の作品をイブン・バウワーブの真筆としてカリフ・ムスタアスィムの御前に差し出し、まったく気づかれなかったというハバルが残されている。
ヤークート・ムスタアスィミーは、1258年に起きたフレグ率いるモンゴル軍のバグダード包囲もその生涯の半ばで経験している。その際に彼は、どうしても完成させたかった制作途中の写本を持ってモスクのミナレットに避難し、モンゴル軍により市街が荒らされていく様を眼下に見ながら作品を完成させた。ヤークート・ムスタアスィミーの書家としての名声は、イル・ハン朝の支配下に入ったのちのバグダードにおいて確立された。
ムスタアスィミーは、イブン・ムクラとイブン・バウワーブから受け継いだアラビア書道の基本六書体をさらに洗練させた。とりわけ、スルス体を優雅に美しく発展させることに成功し、その書体は、ヤークーティー（ヤークート体）と呼ばれている。技法面では、軸を斜めに削った葦ペンの筆致を強調することにより、優美さの表現に新しい地平を開いた。
また、ムスタアスィミーは、クルアーン写本を364セット制作した。17世紀オスマン朝の旅行家エヴリヤ・チェレビーは、若い頃に自分の学術の師、エヴリヤ・エフェンディにヤークート・ムスタアスィミーの真筆によるクルアーン写本を渡されて、カリグラフィーの修行をした思い出を旅行記『セイハトナーメ』に綴っている。